# Lucie Flebbe
Lucie Flebbe (* 1977 in Hameln; geb. Ringe) ist eine deutsche Autorin von Kriminalromanen.

## Leben
Bereits mit 14 Jahren verfasste Lucie Flebbe ihren ersten belletristischen Text Red Light – die Geschichte eines Rennpferdes, der im spanischen Verlag alhulia veröffentlicht wurde.
Für ihren 2008 im Grafit Verlag erschienenen Debütroman wurde sie mit dem Friedrich-Glauser-Preis als beste Newcomerin in der Sparte „Romandebüt“ ausgezeichnet. Außerdem wurden verschiedene Kurzkrimis der Autorin veröffentlicht. Lucie Flebbes Kurzkrimi Weg zur Hölle war für den Friedrich-Glauser-Preis 2012 in der Kategorie „Kurzkrimi“ nominiert.
Lucie Flebbe ist Physiotherapeutin und lebt mit Mann und fünf Kindern in Bad Pyrmont.

## Bibliografie

### Romane

#### Jugendromane
- Red Light – die Geschichte eines Rennpferdes (als Lucie Ringe), Alhulia, Salobreña 1998
- Indianer laufen barfuß (als Lucie Klassen), Mein Buch, Hamburg 2004

#### Kriminalromane um Lila Ziegler
- Der 13. Brief (als Lucie Klassen), Grafit, Dortmund 2008
- Hämatom, Grafit, Dortmund 2010
- Fliege machen, Grafit, Dortmund 2011
- 77 Tage, Grafit, Dortmund 2012
- Das fünfte Foto, Grafit, Dortmund 2013
- Tödlicher Kick, Grafit, Dortmund 2014
- Prinzenjagd, Grafit, Dortmund 2015
- Am Boden, Grafit, Dortmund 2016
- Totalausfall, Grafit, Dortmund 2017

#### Kriminalromane um Eddie Beelitz
- Jenseits von Wut, Grafit Dortmund 2018
- Jenseits von schwarz, Grafit Dortmund 2019
- Jenseits von tot, Grafit Dortmund 2019

### Kurzgeschichten(Auswahl)
- Weg zur Hölle, in: He Shot Me Down, Rotbuch, Berlin 2011
- Auf die nette Art, in: Leichenblass am Niederrhein, Grafit, Dortmund 2011